# Ţāqān
Ţāqān (persiska: طاقان, Ţāghān) är en ort i Iran.   Den ligger i provinsen Khorasan, i den östra delen av landet, 900 km öster om huvudstaden Teheran. Ţāqān ligger 1 472 meter över havet och antalet invånare är 941.
Terrängen runt Ţāqān är platt österut, men västerut är den kuperad.Runt Ţāqān är det glesbefolkat, med 12 invånare per kvadratkilometer. Ţāqān är det största samhället i trakten. Trakten runt Ţāqān är ofruktbar med lite eller ingen växtlighet.